# Madrasa Al-Ashrafiyya
La madrasa Al-Ashrafiyya (in arabo مدرسة الأشرفية‎?) è una madrasa islamica costruita nel 1480-1482 dal sultano mamelucco al-Ashraf Qaytbay situata sul lato occidentale del Monte del Tempio nella Città Vecchia di Gerusalemme. Sebbene solo una parte della struttura originale sia ancora in piedi oggi, è un notevole esempio di architettura mamelucca.

## Storia

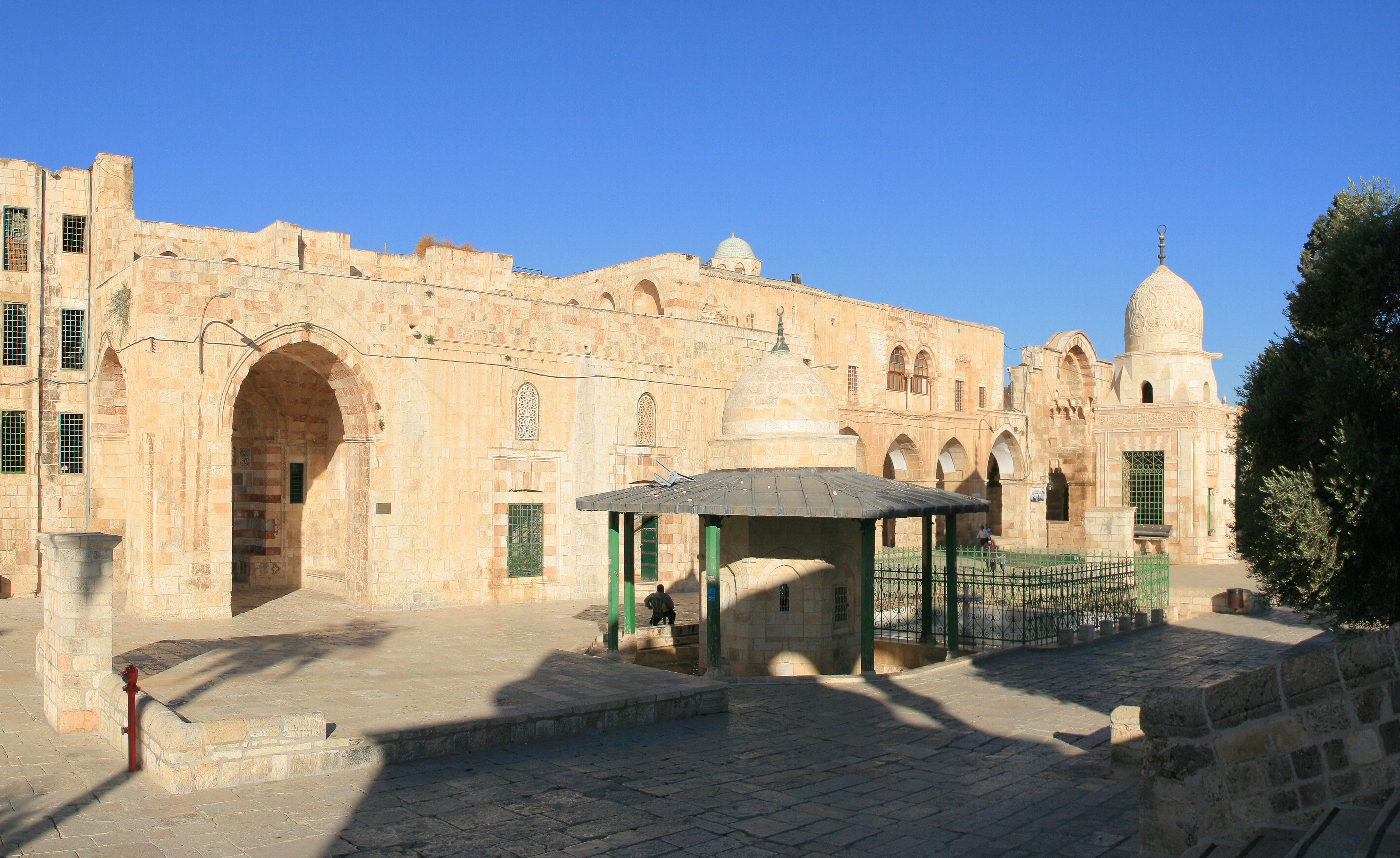
Vista della madrasa.

Una prima madrasa fu costruita dal sultano Khushqadam nel 1465. L'attuale struttura, tuttavia, fu completamente ricostruita da uno dei suoi successori, il sultano Qaytbay, dal quale prende il nome.
Qaytbay fu uno degli ultimi sultani dell'impero mamelucco. Succedette a Timurbugha all'età di 54 anni e regnò per quasi 29, dal 1468 al 1496. È particolarmente noto per essere stato uno dei più grandi mecenati nel periodo mamelucco. Almeno 85 strutture furono costruite o restaurate in Egitto, Siria, Palestina e La Mecca.
Qaytbay vide la madrasa di Khushqadam nel 1475 e non ne fu molto colpito. Nel 1478, stanziò dei fondi per due nuovi progetti: la nuova madrasa Al-Ashrafiyya e una moschea a Gaza. La nuova madrasa di Qaytbay, fu costruita tra il 1480 e il 1482. Qaytbay reputò che l'artigianato locale non fosse all'altezza e incaricò dei costruttori e artigiani del Cairo di lavorare a questo progetto. Appena tre mesi dopo il completamento della madrasa, Qaytbay ordinò di ricostruire il sabil a nord-est, dove si trova ancora oggi.
Un forte terremoto distrusse gran parte del piano superiore della madrasa nel 1496. Oggi sono sopravvissute solo parti dei piani inferiori della struttura originale.

## Architettura

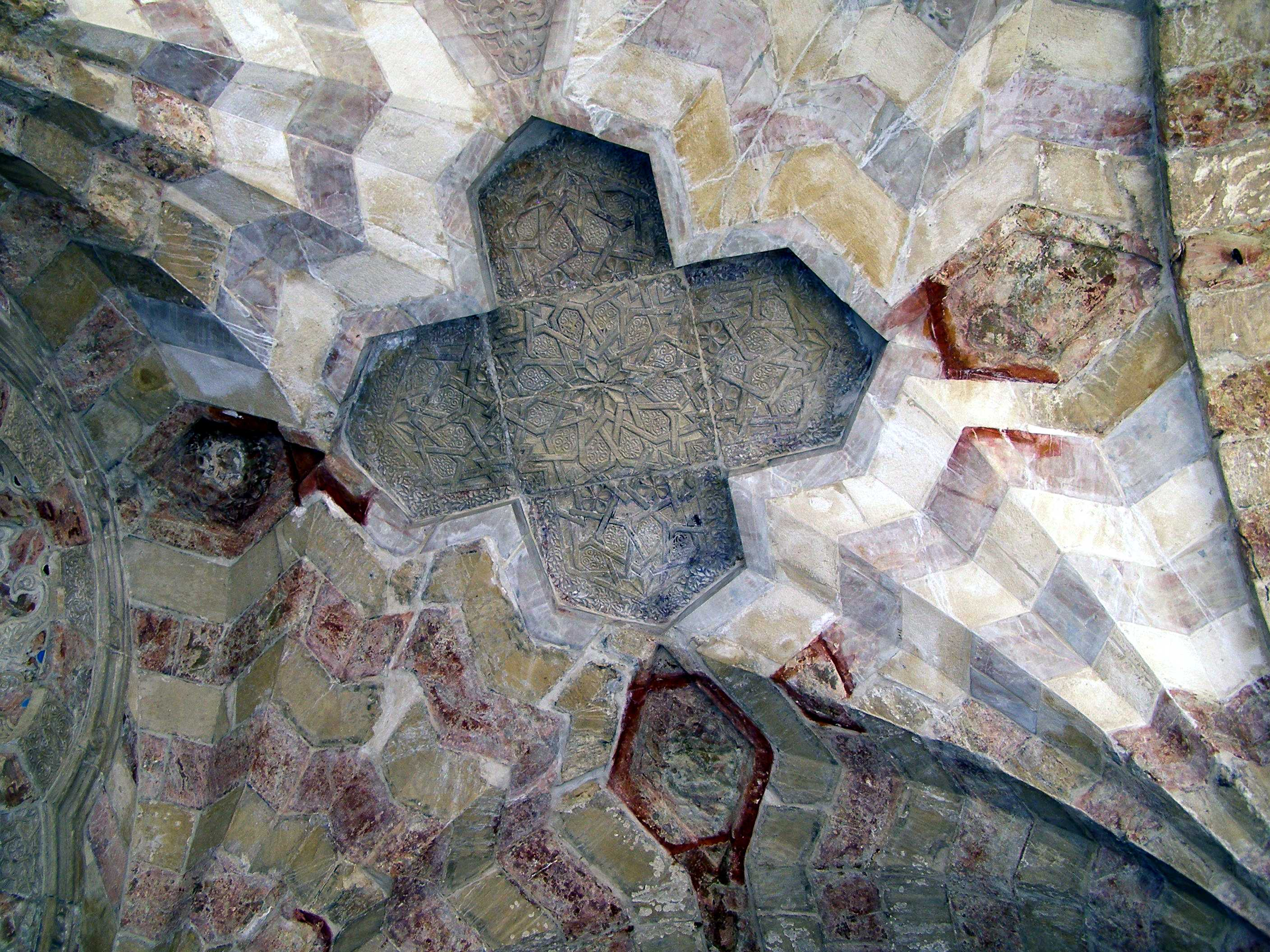
Dettaglio.

La madrasa fu costruita su due piani sul lato occidentale del Monte del Tempio, di fronte alla Cupola della Roccia. La facciata dell'edificio è larga 25 metri e sporge sul porticato che corre lungo il confine occidentale della spianata. La madrasa è situata tra il minareto di Bab al-Silsisa e quello di Bab al-Qattarin.
La madrasa aveva un grande cortile rettangolare. Il lato orientale del cortile era occupato da una loggia a tre arcate che, grazie alla sua posizione sopraelevata, consentiva una splendida vista sulla Cupola della Roccia. Gli alloggi per gli studenti erano disposti intorno a una terrazza costruita sull'adiacente madrasa Baladiyya.
Secondo Mujīr al-Dīn al-'Ulaymī, uno storico dell'epoca, la madrasa era il terzo gioiello della Spianata delle Moschee, dopo la Moschea al-Aqsa e la Cupola della Roccia.